# Кайман (река)
Кайман — река в России, протекает по территории Лоухского района Карелии. Устье реки находится в 15 км по правому берегу реки Сыртань, которую образует слиянием с рекой Пороюкал. Длина реки — 10 км.
Река в общей сложности имеет 12 малых притоков суммарной длиной 27 км.

## Данные водного реестра
По данным государственного водного реестра России относится к Баренцево-Беломорскому бассейновому округу, водохозяйственный участок реки — Ковда от Кумского гидроузла до Иовского гидроузла. Речной бассейн реки — бассейны рек Кольского полуострова и Карелии, впадает в Белое море.